# 湿原の風アリーナ釧路
湿原の風アリーナ釧路（しつげんのかぜアリーナくしろ）は、北海道釧路市にある体育館。釧路大規模運動公園に2008年（平成20年）9月27日オープンした。

## 施設
メインアリーナ
2,806m2（46m×61m）
バスケットボール・バレーボール各3面、バドミントン15面、卓球24面、フットサル・ハンドボール各2面
収容人員3,016人、観覧席1,416席
サブアリーナ
874m2（23m×38m）
バスケットボール・バレーボール各1面、バドミントン4面、卓球9面
観覧席100席
会議室
A室64.6m2、B室64.6m2、C室73.1m2（3室通して利用する場合120人収容可能）
多目的室
604m2（20m×30.2m）
フリークライミングウォール
高さ12m、幅2m+5m
トレーニングルーム
385m2
ランニングコース
全長240m、幅2.4m
幼児体育室
サブアリーナに併設
カケハシ釧路スポーツ記念館
釧路・根室管内出身のアスリートを、写真・ビデオ・資料で紹介しているほか、地域のスポーツの歴史・資料を展示
その他
シャワー室、展望室

## 交通
- 北海道旅客鉄道（JR北海道）釧路駅からバスで約20分（「湿原の風アリーナ」バス停下車）

## 参考資料
- “湿原の風アリーナ釧路条例”. 釧路市例規類集.  釧路市. 2015年12月19日閲覧。
- “湿原の風アリーナ釧路条例施行規則”. 釧路市例規類集.   釧路市. 2015年12月19日閲覧。
- “釧路市スポーツ施設要覧” (PDF).   釧路市. 2023年5月23日閲覧。